# Velo (micologia)

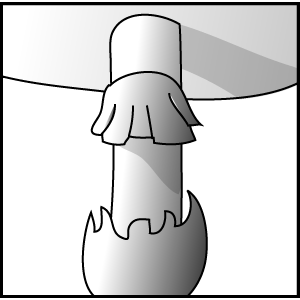
Diagramma di un velo di basidiomicete con anello e volva

In micologia il velo si riferisce a una struttura presente sul gambo di un fungo. 

## Descrizione
Come ogni tessuto del fungo, con l'eccezione dell'imenio, il velo è composto di tessuto ifale sterile. In molti casi, tuttavia, l'imenio fertile si estende al di sotto del velo per qualche lunghezza. 
Il vantaggio del velo, da un punto di vista evolutivo, è generalmente considerato legato alla dispersione di spore; un velo consente di rilasciare più facilmente le spore al vento o su animali di passaggio. Tuttavia, molti funghi non hanno il velo, tra cui: i funghi a "coppa", i funghi "a sfera", i funghi a "stella", alcuni Polyporaceae, i funghi gelatinosi, etc..
Si possono individuare due tipi di velo: il velo universale o generale e il velo parziale.

## Velo universale

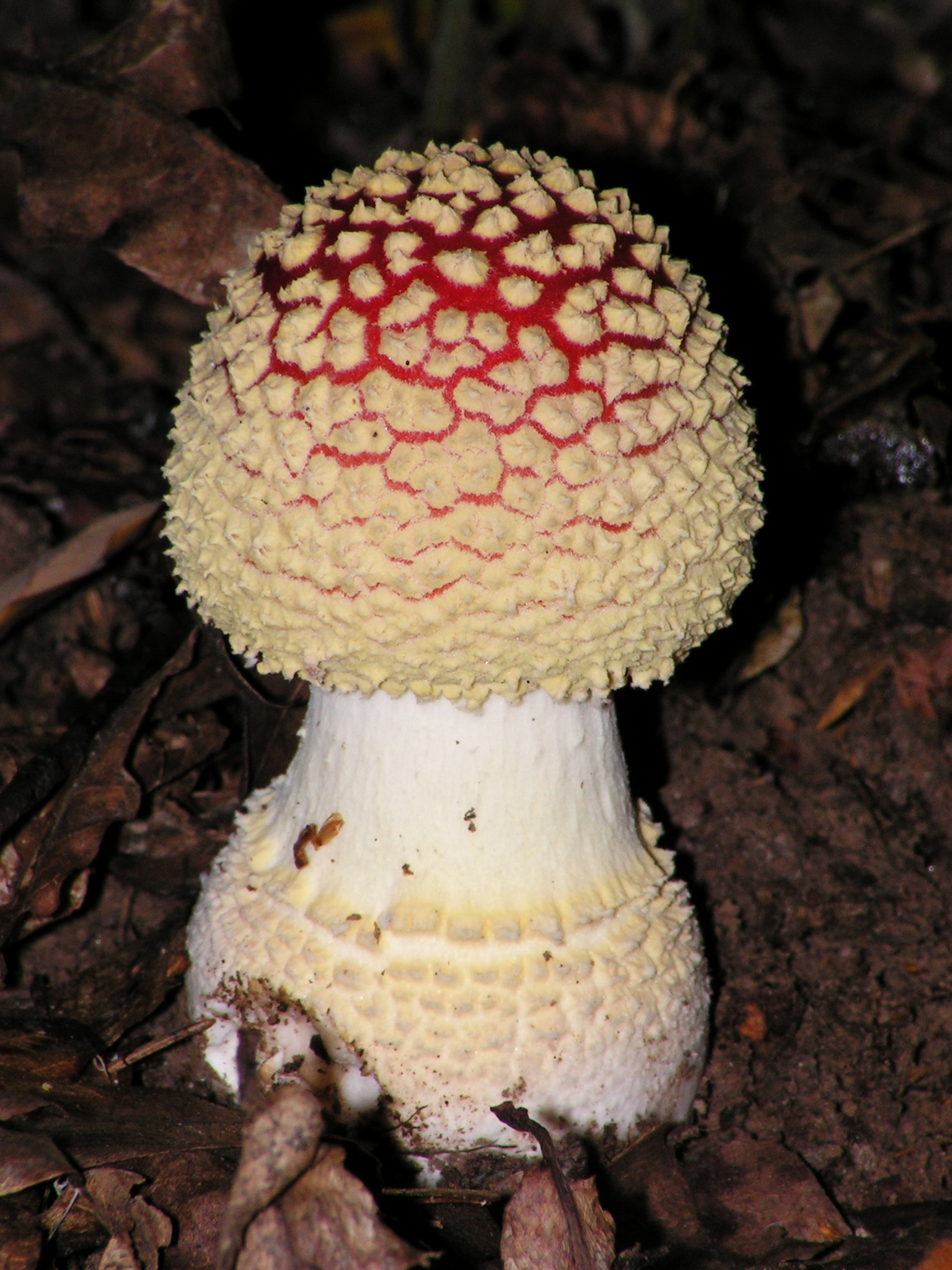
La volva e i brandelli biancastri sul cappello di Amanita muscaria sono quanto rimane del velo universale

Il velo universale o generale avvolge completamente il fungo allo stadio primordiale e poi, con lo sviluppo del carpoforo, si lacera lasciando residui più o meno visibili e persistenti quali la volva, l'anello e la cortina.

## Velo parziale

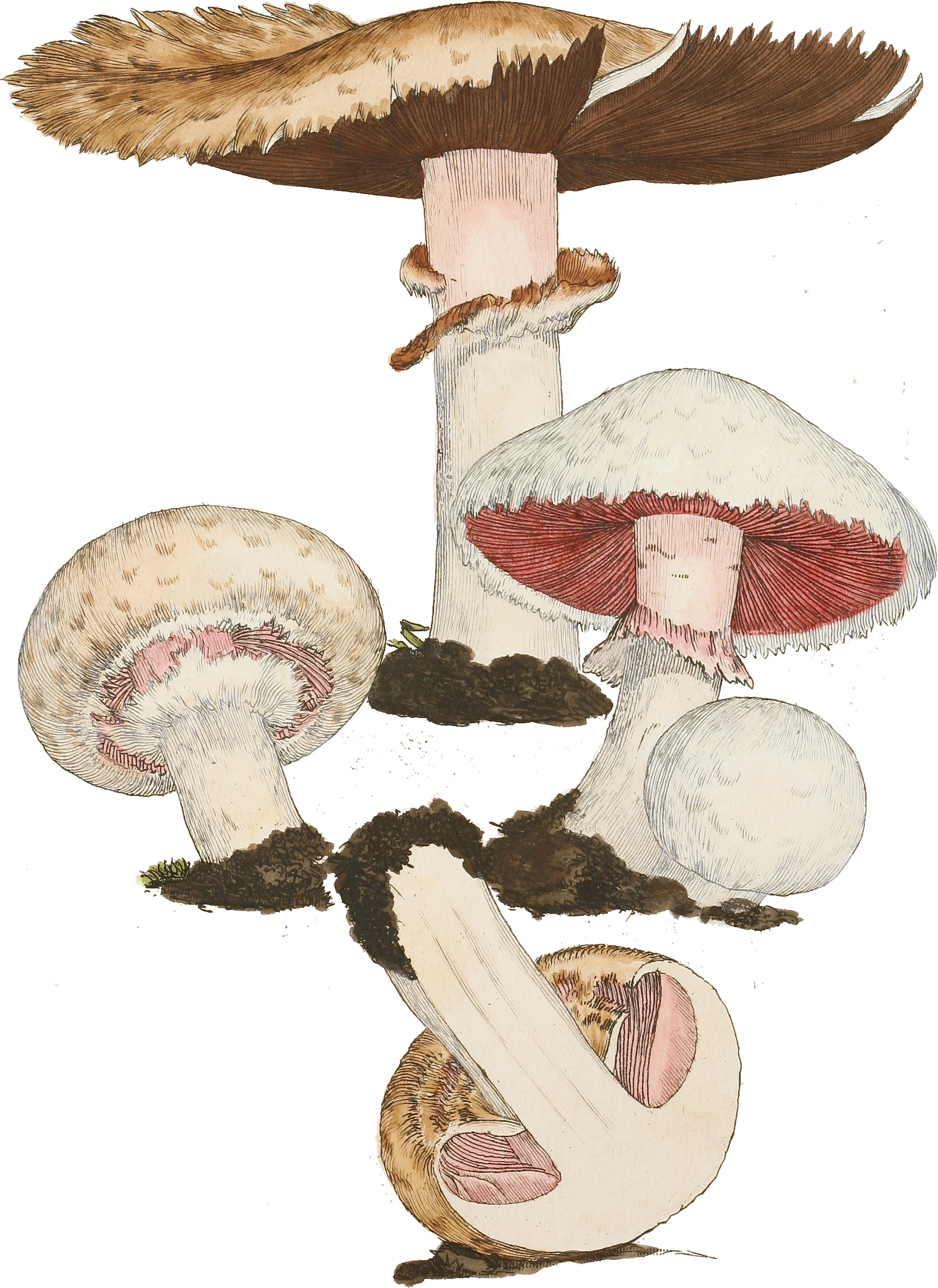
Diversi stadi di sviluppo di Agaricus campestris che descrivono l'evoluzione del velo parziale

Il velo parziale è un tessuto che svolge funzione protettiva dell'imenoforo in molte specie di Agaricales.
Allo stadio primordiale e all'inizio dello sviluppo del carpoforo si trova sotto il cappello, tra il gambo e il margine dello stesso. A maturazione spesso si lacera ricadendo sul gambo a formare l'anello, che in questo caso si definisce "supero discendente", da non confondere con l'anello "infero ascendente" o "armilla" che invece deriva
dal velo universale.
In alcuni casi, come ad esempio l'Agaricus bitorquis o il Catathelasma imperiale, sono presenti i residui di entrambi i tipo di velo che danno vita ad una formazione a "doppio anello".

## Caratteristiche
Spesso succede che la presenza del velo sia necessaria per avere un'identificazione positiva del fungo. Alcune caratteristiche distintive includono:
1. la struttura del velo (fibroso, fragile, gessoso, coriaceo, fisso, etc.)
2. se ha resti di velo parziale (come un anello o cortina) o velo universale (volva)
3. se i gambi di molti funghi si fondono alla loro base
4. la sua dimensione e forma
5. se il velo si estende sottoterra in una struttura a radice (un rizoma)

Per una esatta identificazione delle specie quando si raccolgono i funghi è necessario mantenere tutte queste caratteristiche intatte estraendo il carpoforo dal suolo, invece che tagliarlo a metà gambo.